# Liste der Bürgermeister von Waadhoeke
Dies ist die Liste der Bürgermeister der Gemeinde Waadhoeke in der niederländischen Provinz Friesland.
| Bürgermeister       | Bürgermeister       | Partei | Partei | Amtszeit  | Anmerkungen   |
| ------------------- | ------------------- | ------ | ------ | --------- | ------------- |
|                     | Haijo Apotheker     |        | D66    | 2018      | kommissarisch |
| Marga Waanders      | Marga Waanders      |        | PvdA   | 2018–2025 | [ 2 ]         |
| André van de Nadort | André van de Nadort |        | PvdA   | 2025–     | kommissarisch |